# マサカの映像グランプリ
『マサカの映像グランプリ』（マサカのえいぞうグランプリ）は、TBS系列で放送されていた特別番組（ドキュメンタリー番組 / バラエティ番組）である。

## 概要
世界各国から寄せられた衝撃映像や再現フィルムなどで構成。司会者は元よりスタジオ出演者は無く、ナレーションだけで構成。

## 放送リスト
| 回 | 放送日        | 放送時間（JST）   | 放送枠   | 備考                    |
| -- | ------------- | ----------------- | -------- | ----------------------- |
| 1  | 2018年4月4日  | 水曜21:00 - 23:07 | （なし） | 『水トク!』扱いはされず |
| 2  | 2018年6月6日  | 水曜20:00 - 21:57 | 水トク!  |                         |
| 3  | 2019年2月13日 | 水曜20:00 - 21:57 | 水トク!  |                         |
| 4  | 2019年5月13日 | 月曜21:00 - 22:57 | （なし） |                         |
| 5  | 2019年6月3日  | 月曜21:00 - 22:57 | （なし） |                         |
| 6  | 2019年7月24日 | 水曜20:00 - 21:57 | 水トク!  |                         |
| 7  | 2020年3月27日 | 金曜20:54 - 22:54 | （なし） |                         |

## スタッフ
- 演出：亀田剛
- プロデューサー：古賀太隆（D:COMPLEX）
- 編成担当：岸田大輔
- 製作著作：TBS、D:COMPLEX